# 칸델로
칸델로는 이탈리아의 피에몬테주 비엘라도에 있는 코무네로, 토리노 북동쪽으로 약 60 킬로미터 (37 mi) 떨어져 있으며 비엘라 남동쪽으로 약 4 킬로미터 (2 mi) 떨어져 있다.
칸델로는 다음 코무네들과 경계를 이룬다: 벤나, 비엘라, 코사토, 갈리아니코, 발덴고, 베로네, 빌리아노 비엘레세. 이곳은 이탈리아의 가장 아름다운 마을 중 하나이다.

## 주요 볼거리
- 리체토 디 칸델로, 요새화된 창고
- 산타 마리아 마조레 교회 (12세기)
- 성 라우렌시오 교회, 중세 시대에 지어졌으나 18세기에 바로크 양식으로 재건축됨
- 이산가르다, 바라제 자연 지역의 중세 고고학 유적지

## 주요 인물
- 마리오 포초
- 닥터 조트
- 마리오 비아나